# Lincolnshire Police
Lincolnshire Police – brytyjska formacja policyjna, pełniąca funkcję policji terytorialnej na obszarze hrabstwa ceremonialnego Lincolnshire, z wyjątkiem unitary authorities North East Lincolnshire i North Lincolnshire, które pozostają pod jurysdykcją Humberside Police. Według stanu na 31 marca 2012, służba liczy 1142 funkcjonariuszy. 

## Galeria

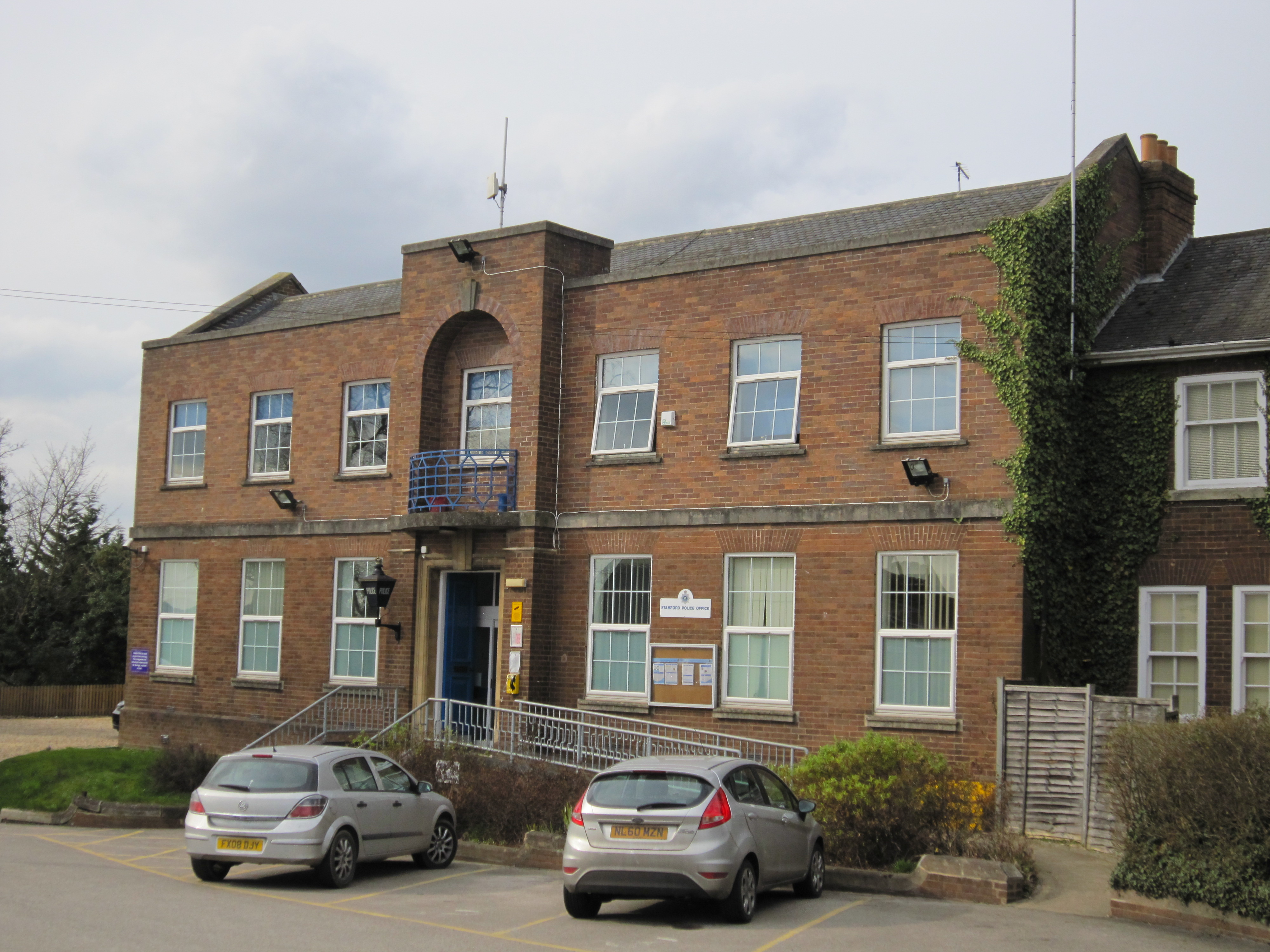
Posterunek w Stamford